# Jiří Sequens

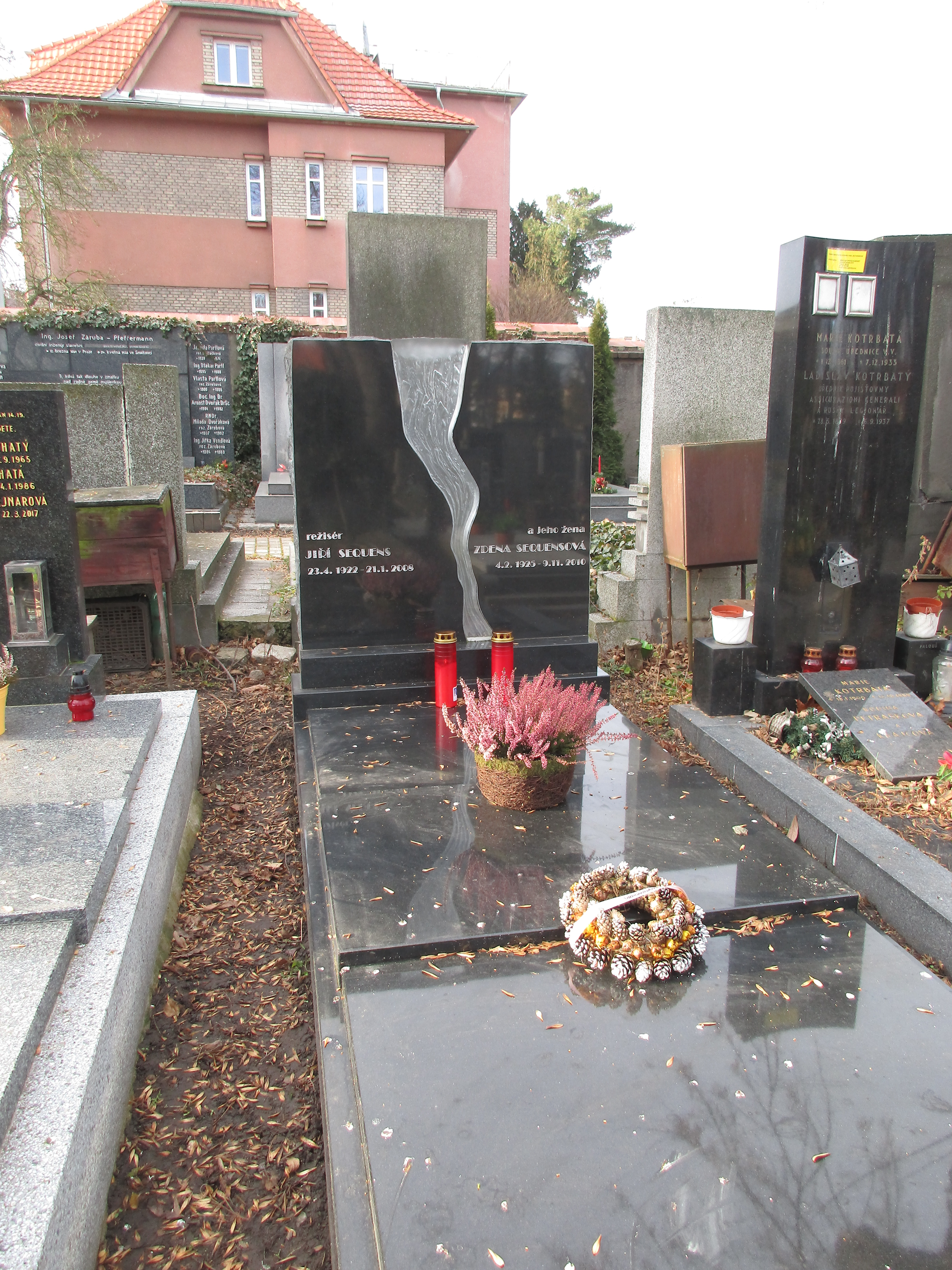
Hrob Jiřího Sequense na hřbitově v Bubenči

Jiří Sequens (23. dubna 1922 Brno – 21. ledna 2008 Praha) byl český filmový a televizní režisér a scenárista. 

## Život a dílo
Jiří Sequens se narodil v Brně. Jeho předkové pocházeli z Francie a emigrovali před Velkou francouzskou revolucí z Paříže do Chotěboře. Věnovali se hodinářství a od roku 1885 měli firmu na kapesní a nástěnné hodiny.  V Brně vystudoval gymnázium a dramatické oddělení konzervatoře (1946). Již za okupace začínal jako mladý herec v Zemském divadle v Brně a v rozhlase. Po druhé světové válce studoval v letech 1946–1947 filmové techniky v Moskvě na Vysoké filmové škole, kde se dostal poprvé do styku s filmem jako asistent režiséra Sergeje Gerasimova. V Moskvě navštěvoval také Ejzenštejnův seminář režijní práce.  Po návratu studoval půl roku vysokou filmařskou školu IDHEC v Paříži.
Po výkonu základní vojenské služby pracoval jako divadelní režisér v Divadle E. F. Buriana a Divadla státního filmu, kde se v letech 1949–1950 stal uměleckým vedoucím. Od roku 1951 působil v československém filmovém průmyslu. V 50. letech natočil několik filmů s budovatelskou tematikou. Za vrchol jeho filmové tvorby ze 60. let je považováno drama Atentát (1964) o atentátu na Reinharda Heydricha. Ve 2. polovině 60. let natočil televizní sérii detektivních příběhů na motivy románu Jiřího Marka Hříšní lidé města pražského (1968), na kterou později navázal několika celovečerními filmy. V období normalizace profitoval ze svého členství v komunistické straně; například mu byla svěřena režie seriálu 30 případů majora Zemana (1974–1979). Svoji režisérskou dráhu ukončil v roce 1998 televizním seriálem Hříšní lidé města brněnského.  
V letech 1971–1990 působil jako pedagog filmové a televizní režie na FAMU. Angažoval se jako předseda Svazu divadelních umělců a Svazu československých dramatických umělců. Byl mu udělen titul zasloužilý umělec (1972) a národní umělec (1979).
V některých režisérových filmech hrály také jeho děti – herci Sylva Sequensová (* 1958) a Jiří Sequens ml. (* 1961). 
Zemřel v Ústřední vojenské nemocnici v Praze přirozenou smrtí. Má hrob na Bubenečském hřbitově v Praze spolu se svojí manželkou Zdenou Sequensovou (4. února 1925 – 9. listopadu 2010).

## Filmografie (výběr)
- Větrná hora (1955)
- Atentát (1964)
- Hříšní lidé města pražského (1969)
- Partie krásného dragouna (1970)
- Pěnička a Paraplíčko (1970)
- Smrt černého krále (1971)
- Vražda v hotelu Excelsior (1971)
- Štědrý večer pana rady Vacátka (1972)
- Pokus o vraždu (1973)
- 30 případů majora Zemana (1974–1979)
- Ta chvíle, ten okamžik (1981)